# Mały Rogacz
Mały Rogacz (1162 m) – mało wybitny wierzchołek w głównym grzbiecie Pasma Radziejowej w Beskidzie Sądeckim. Znajduje się na południe od Wielkiego Rogacza (1182 m), od którego oddziela go płytka przełęcz Obrazek (1140 m). Od wierzchołka Małego Rogacza w południowo-wschodnim kierunku odchodzi krótki grzbiet, który oddziela dolinę potoku Czercz od doliny jego dopływu – potoku Międzybrodzie. Główny grzbiet Małego Rogacza opada na południe i niżej rozgałęzia się na dwa grzbiety. W południowym kierunku do doliny Białej Wody opada długi boczny grzbiet. Główny natomiast grzbiet zakręca w południowo-wschodnim kierunku i opada do przełęczy Obidza (938 m).
Przez długi czas południowe stoki Małego Rogacza były bardzo widokowe wskutek ogromnych wiatrołomów, które powaliły tutaj las. Znajduje się na nich wiele dróg leśnych, którymi zwożono drzewo. Las jednak już urósł i obecnie widoki są tylko fragmentaryczne.
Przez Małego Rogacza biegnie granica między miejscowościami Jaworki w powiecie nowotarskim i Piwniczna-Zdrój w powiecie nowosądeckim.

## Piesze szlaki turystyczne
szlak Tarnów – Wielki Rogacz; odcinek końcowy przełęcz Rozdziela – Przełęcz Gromadzka – Wielki Rogacz:
- z Rozdzieli 1:55 h (↓ 1.40 h); z Przełęczy Gromadzkiej 0:55 h (↓ 0.45 h)